# Aitai Aitai Aitai na
Aitai Aitai Aitai na (会いたい 会いたい 会いたいな Quiero, Quiero, Quiero Encontrarme Contigo?) es el 19.º sencillo de ℃-ute. Salió el 5 de septiembre de 2012 en 5 ediciones: una regular y 4 limitadas. El Single V salió el 19 de septiembre de 2012. "Kanashiki Heaven" fue luego lanzado como el 25º single de ℃-ute en 2014 como lado B de The Power / Kanashiki Heaven (Single Version).

## Lista de Canciones

### CD

#### Edición Regular & Edición Limitada A
- Aitai Aitai Aitai na
- Kanashiki Heaven (悲しきヘブン; Triste Paraíso)
- Aitai Aitai Aitai na (Instrumental)

#### Edición Limitada B-D
- Aitai Aitai Aitai na
- Saikou Music (最高ミュージック; La Mejor Música)
- Aitai Aitai Aitai na (Instrumental)

### DVD Edición Limitada A
- Aitai Aitai Aitai na (Dance Shot Ver.)

### DVD Edición Limitada B
- Aitai Aitai Aitai na (Close-up Ver.)

### DVD Edición Limitada C
- Documento de la Primera Actuación

### Single V
- Aitai Aitai Aitai na
- Aitai Aitai Aitai na (Natural Lip Ver.)
- Making of (メキング映像)

### Event V
- Aitai Aitai Aitai na (Yajima Maimi Solo Ver.)
- Aitai Aitai Aitai na (Nakajima Saki Solo Ver.)
- Aitai Aitai Aitai na (Suzuki Airi Solo Ver.)
- Aitai Aitai Aitai na (Okai Chisato Solo Ver.)
- Aitai Aitai Aitai na (Hagiwara Mai Solo Ver.)

## Miembros Presentes
- Maimi Yajima
- Saki Nakajima
- Airi Suzuki
- Chisato Okai
- Mai Hagiwara